# Gerald Mann (Musiker)

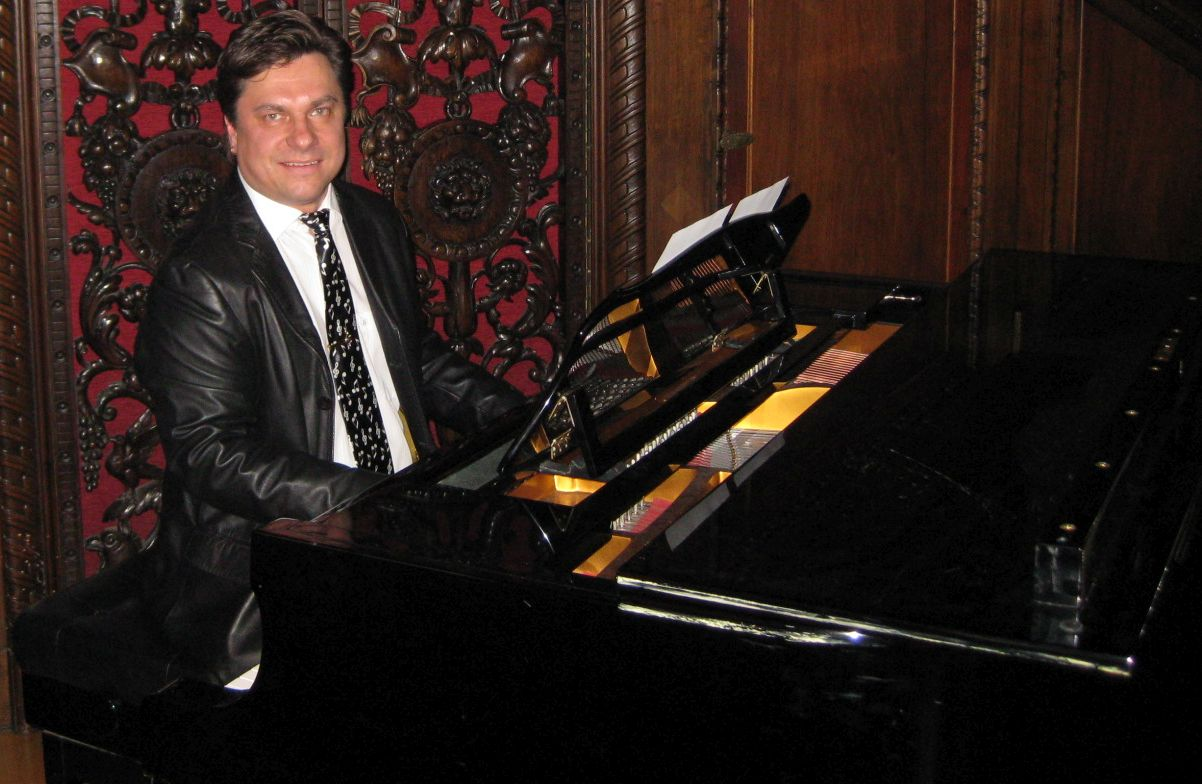
Gerald Mann

Gerald Mann (* 26. Juni 1964 in Berlin) ist ein deutscher Musiker, Sänger, Komponist und Musikpädagoge.

## Leben und Wirken
Gerald Mann studierte klassischen Gesang und Klavier an der Hochschule der Künste Berlin und Popularmusik an der Hochschule für Musik und Theater Hamburg. Er erhielt zusätzlich Gesangsunterricht bei Bill Ramsey und Gitarrenunterricht bei Peter Horton und Peter Weihe. Er spielt mehrere Instrumente: Klavier, Keyboard, Gitarre, Bass und Schlagzeug.
Bereits als Kind trat er in der ZDF-Umschau als Sänger und Musiker auf, seine erste Single Bye, bye, Mama wurde veröffentlicht. Es folgten zahlreiche Tonträger-Produktionen im Schlager- und Pop-Bereich.
Mann trat u. a. im Berliner Friedrichstadt-Palast, im Berliner Kabarett Klimperkasten (Kabarettist und Komponist verschiedener Programme) und mit der RIAS-Big-Band auf. Er war u. a. zu Gast in Fernsehshows wie Erkennen Sie die Melodie?, Michael-Schanze-Show,  Aktuelle Schaubude, ZDF-Sonntagskonzert, Ein Platz an der Sonne, Schlagerfestival in Kerkrade (Niederlande) und wurde von der Presse als Multitalent bezeichnet. Bei der NDR-Sesamstraße synchronisierte er lange Zeit als Synchronsprecher mehrere Puppen. Auch als Schauspieler wirkte er u. a. in einer Folge der „ZDF-Spreepiraten“  mit. Als Sänger und Entertainer hatte er zahlreiche Auftritte bei Galas und auf Kreuzfahrtschiffen (u. a. auf der Europa, Berlin, Arkona, Maxim Gorki, Bremen, Hanseatic, Albatros).
Als Sänger, Komponist, Arrangeur und Produzent wurden von ihm im Laufe der Jahre zahlreiche Produktionen bei namhaften Schallplattenfirmen und auf eigenem Musiklabel veröffentlicht. Er erhielt den Günter Neumann-Preis 1985 und war im gleichen Jahr Preisträger beim Bundesgesangswettbewerb.
Seit dem Jahr 1988 ist Gerald Mann an der Leo Kestenberg Musikschule (früher Staatliche Musikschule Tempelhof) als Dozent für Gesang mit dem Schwerpunkt U-Musik tätig.